# Julie Traberth
Julie Traberth (* 6. September 1817 in Eisenach; † 21. Januar 1887 in Eisenach) war eine deutsche Fröbelkindergärtnerin.

## Leben und Wirken
Julie Charlotte Caroline Christine war das 12. Kind des Oberamtmannes Christian Friedrich Traberth und dessen Ehefrau Charlotte, geb. Gille. Da der Vater früh verstarb, konnte das begabte Mädchen aus finanziellen Gründen keine gehobene Ausbildung absolvieren. Gerne wäre Julie Trabeth Lehrerin geworden. Doch sie musste die kranke Mutter, zu der sie zeitlebens ein inniges Verhältnis hatte, in der Haushaltsführung unterstützen und zusätzlich, um die Haushaltskasse aufzubessern, in Fremdhaushalten aushelfen. 1847 übernahm sie eine Stelle als Gehilfin in einem Eisenacher Kindergarten, der von Herrn Dr. May. Direktor der städt. Töchterschule, gegründet und geleitet wurde. Im gleichen Jahr lernte sie Friedrich Fröbel kennen, der in ihrer Geburtsstadt einen Vortrag über den Kindergarten und seine Spiel- und Beschäftigungsmittel hielt. Zwei Jahre später absolvierte Julie Traberth bei dem Kindergartenpädagogen einen Lehrkurs:
Unter schweren Opfern ermöglicht nun Julie ihren ersten, freilich nur auf die Ferien beschränkten Aufenthalt bei Fröbel..., findet aber Mittel und Wege, später noch fünfmal in gleicher Weise ihre Ferien auszunutzen... Und wie begeisterte, hob und kräftigte sie jedesmal dieser Verkehr mit dem Meister und seinen Schülerinnen.
Nach dem Tod von Dr. May übernahm Julie Trabert die Leitung des Kindergartens, den u. a. Großherzogin Sophie besuchte. Daneben unterrichtete sie noch junge Mädchen und Frauen in die Pädagogik Friedrich Fröbels, mit dem sie bis zu dessen Tod in enger brieflicher Verbindung.
Sie gehörte zu den Mitbegründern der Fachzeitschrift Kindergarten (gegr. 1860) und des Allgemeinen Fröbelvereins (gegr. 1863), aus dem der heutige Pestalozzi-Fröbelverband hervorging, und war 1877 an der Gründung eines Volkskindergartens in Eisenach beteiligt. Zusammen mit Eleonore Heerwart und Auguste Möder plante sie ein Kindergärtnerinnenseminar in Eisenach anzusiedeln, was leider nicht gelang. Als im Königreich Preußen 1851 die Kindergärten verboten wurden, hatte der Zusammenbruch der Kindergartenbewegung gedroht, im liberalen Eisenach konnte Julie Traberth dazu beitragen, dass die Idee des Kindergartens nicht in Vergessenheit geriet.

## Weblink
- http://www.kindergartenpaedagogik.de/551.html